# ヤハ
ヤー、ヤハ、ヤフ（Yah、Yahu）、またはジャー（Jah）は、聖書の神𐤉𐤄𐤅𐤄（ヤハウェ、ヤハヴェ、エホバ、ジャホービア）の短縮形で、唯一神を表す語。ハレルヤ（ヤハウェを賛美せよ）などの言葉のほか、エレミヤ、ヨシュア、イエス、イザヤ、ゼデキヤ、ネヘミヤなどの聖書に登場する王、預言者、ユダヤ人の名前に含まれている。欽定訳聖書では詩篇68:4にひとつ用例があり、エホバの証人の新世界訳聖書には多くの使用例がある。日本聖書協会の文語訳聖書でもヤハを用いる。
英語では「ジャー」と発音し、マーカス・ガーベイに端を発する宗教運動であるラスタファリ運動では好んでこの言葉を用いる。
このため、小説などでラスタファリ文化を想起させる言葉として、この語は多用される。たとえばウィリアム・ギブスンは『ニューロマンサー』で軌道都市ザイオンのラスタファリアンに盛んに「ジャー・ラヴ」（「神の愛を」の意味で挨拶として用いられる）と言わせている。